# Schwedenschanze (Weimar)
Die Schwedenschanze in Weimar nördlich des Ortsteils Schöndorf und südlich von Großobringen auf dem Kleinen Ettersberg entstand 1617/18 kurz vor dem Dreißigjährigen Krieg. Trotz der Bewaldung ist die sternförmige Erdanlage gut sichtbar.
Angelegt wurde sie auf Veranlassung von Herzog Wilhelm IV. (Sachsen-Weimar) mit fünf Geschützbastionen. Anregungen holte sich der Herzog aus dem niederländischen Festungsbau. Sie diente hauptsächlich als Wacht- und Beobachtungsstation. Im Jahre 1638 ließ der Herzog auf dem Kammergut Köttendorf bei Mellingen eine ähnliche Anlage errichten.
Die Schwedenschanze wurde in dem Gedicht Prinz von Karl Sondershausen aus dem Buch  genannt. Bei dem Prinzen ist kein anderer als Bernhard von Sachsen-Weimar gemeint, der Feldherr von Gustav II. von Schweden. Auch in den Sagenschatz von Ludwig Bechstein in dem Stück Schwedenglöckchen ging die Schanze ein.